# Ядыгерская волость
Ядыгерская волость (тат. يەدگەر ۋولىٰسىٰ, Ядегәр вулысы), c 1924 года Шеморданская волость (тат. شەمەردەن ۋولىٰسىٰ, Şəmərdən vulьsь, Шәмәрдән вулысы) — административная единица в составе Казанской губернии и Татарской АССР. По состоянию на 1915 год, волостное правление и квартира полицейского урядника находились в селении Чура.

## География
На 1910-е годы граничила с Ново-Чурилинской, Старо-Юмьинской волостями Мамадышского уезда, Балтасинской волостью Казанского уезда, Сардыкской, Кошкинской и Янгуловской волостями Малмыжского уезда Вятской губернии.

## История
Возникла не позднее 1870 года в составе Мамадышского уезда Казанской губернии. В 1920 году, как и весь уезд, вошла в состав Мамадышского кантона Татарской АССР. В 1921 году передана в Арский кантон.
В 1924 году волость укрупнена и переименована в Шеморданскую, так как её центр перенесён в Шемордан. К волости были присоединены селения Балыклы, Куркино, Старая Кня-Юмья, Семён-Головино, Малая Кня-Юмья Старо-Юмьинской волости Мамадышского кантона. В 1925 году из Сардыкской волости передано селение Лельвиж.
В 1928 году переведена в Мамадышский кантон. В 1929 году центр волости был переведён в селение Яныль, при этом она сохранила своё прежнее название.
В 1930 году волость упразднена, все селения волости вошли в состав Кукморского района.

## Состав
В 1930 году волость делилась на 12 сельсоветов: Поршурский, Лельвижский, Булилинский, Балыклинский, Каинсарский, Кня-Юмьинский, Бурбашский, Чуринский, Яныльский, Шеморданский, Нырьинский, Ядыгерский.

## Транспорт
Через волость проходил участок Казанбургской железной дороги (часть Московско-Казанской железной дороги). Имелась станция Шемордан.